# María Fernanda Álvarez Terán
María Fernanda Álvarez Terán (Santa Cruz, 28 februari 1989) is een tennisspeelster uit Bolivia. Zij begon op zevenjarige leeftijd met tennis. Haar favoriete ondergrond is hardcourt. Zij speelt rechtshandig en heeft een tweehandige backhand. Zij was actief in het internationale tennis van 2005 tot en met 2015. Op de Fed Cup verdedigde zij de Boliviaanse kleuren van 2003 tot en met 2022.

## Loopbaan

### Enkelspel
Álvarez Terán debuteerde in 2005 op het ITF-toernooi van haar woon- en geboorteplaats Santa Cruz (Bolivia). Zij stond in 2007 voor het eerst in een finale, op het ITF-toernooi van Santo André (Brazilië) – hier veroverde zij haar eerste titel, door de Argentijnse María Irigoyen te verslaan. Tot op heden(oktober 2022) won zij twaalf ITF-titels, de meeste recente in 2015 in São Paulo (Brazilië).
Tot op heden(oktober 2022) kwalificeerde Álvarez Terán zich niet voor de hoofdtabel van een WTA-toernooi.
Haar hoogste notering op de WTA-ranglijst is de 187e plaats, die zij bereikte in september 2009.

### Dubbelspel
Álvarez Terán behaalde in het dubbelspel iets betere resultaten dan in het enkelspel. Zij debuteerde in 2005 op het ITF-toernooi van haar woon- en geboorteplaats Santa Cruz (Bolivia) samen met de Argentijnse Mariana López Terribile. Zij stond in 2006 voor het eerst in een finale, op het ITF-toernooi van Rabat (Marokko), samen met de Roemeense Raluca Olaru – zij verloren van het duo Émilie Bacquet en Bahia Mouhtassine. In 2007 veroverde Álvarez Terán haar eerste titel, op het ITF-toernooi van Itajaí (Brazilië), samen met de Braziliaanse Carla Tiene, door het Argentijnse duo Verónica Spiegel en Emilia Yorio te verslaan. Tot op heden(oktober 2022) won zij 24 ITF-titels, de meest recente in 2015 in São Paulo (Brazilië).
In 2010 speelde Álvarez Terán voor het eerst op een WTA-hoofdtoernooi, op het toernooi van Bogota, samen met de Colombiaanse Karen Castiblanco. Haar beste resultaat op de WTA-tour is het bereiken van de halve finale, op het toernooi van Washington 2013, samen met de Amerikaanse Keri Wong.
Haar hoogste notering op de WTA-ranglijst is de 137e plaats, die zij bereikte in april 2014.

### Tennis in teamverband
In de periode 2003–2022 maakte Álvarez Terán deel uit van het Boliviaanse Fed Cup-team – zij vergaarde daar een winst/verlies-balans van 34–33.

## Posities op deWTA-ranglijst
Positie per einde seizoen:
| jaar | rang enkelspel | rang dubbelspel |
| ---- | -------------- | --------------- |
| 2005 | 1058           | –               |
| 2006 | 784            | 671             |
| 2007 | 518            | 477             |
| 2008 | 304            | 300             |
| 2009 | 198            | 220             |
| 2010 | 313            | 306             |
| 2011 | 259            | 315             |
| 2012 | 336            | 249             |
| 2013 | 333            | 140             |
| 2014 | 745            | 449             |
| 2015 | 372            | 542             |